# Морель, Карлос
Карлос Морель (исп. Carlos Morel; 12 февраля 1813, Буэнос-Айрес — 10 сентября 1894, Кильмес) — аргентинский живописец, первый широко известный художник Аргентины. Представитель костумбризма в живописи.

## Биография
Сын богатого испанского купца. Рано остался сиротой.
В 1827—1830 учился в художественной школе Университета Буэнос-Айреса . В 1830 его мать вышла повторно замуж за художника Каэтано Дескалци, который стал заниматься живописью с К. Морелем.
С 1842 по 1844 жил в Рио-де-Жанейро (Бразилия), который переживал в то время культурное возрождение, и стал домом для многих художников, которые по приглашению императора Бразилии Педру II покинули Францию после восстановления там абсолютной монархии. К. Морель сблизился и подружился со многими противниками режима Хуана Росаса и деятелями культуры, в частности Б. Ривадавия, Х. Альберди и другими.
После возвращения на родину, в 1845 опубликовал свой знаменитый альбом литографий под названием «Нравы и обычаи Рио-де-ла-Плата».

## Творчество
Автор многих масляных полотен и акварелей, включая портреты, миниатюры, жанровые сцены и сцены сражений, картин, иллюстрирующих городские улицы, базары, гаучо и других персонажей из истории Аргентины.
В конце жизни писал картины религиозной тематики.
Умер, страдая от психического расстройства, в 1894 году.
В Кильмесе в его честь названа Школа изящных искусств.

## Gallery

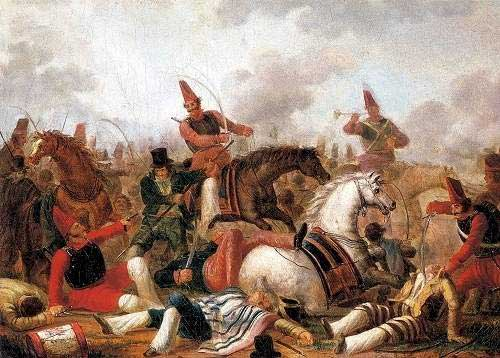
Кавалерийский бой в Росасе (ок. 1840 г.)
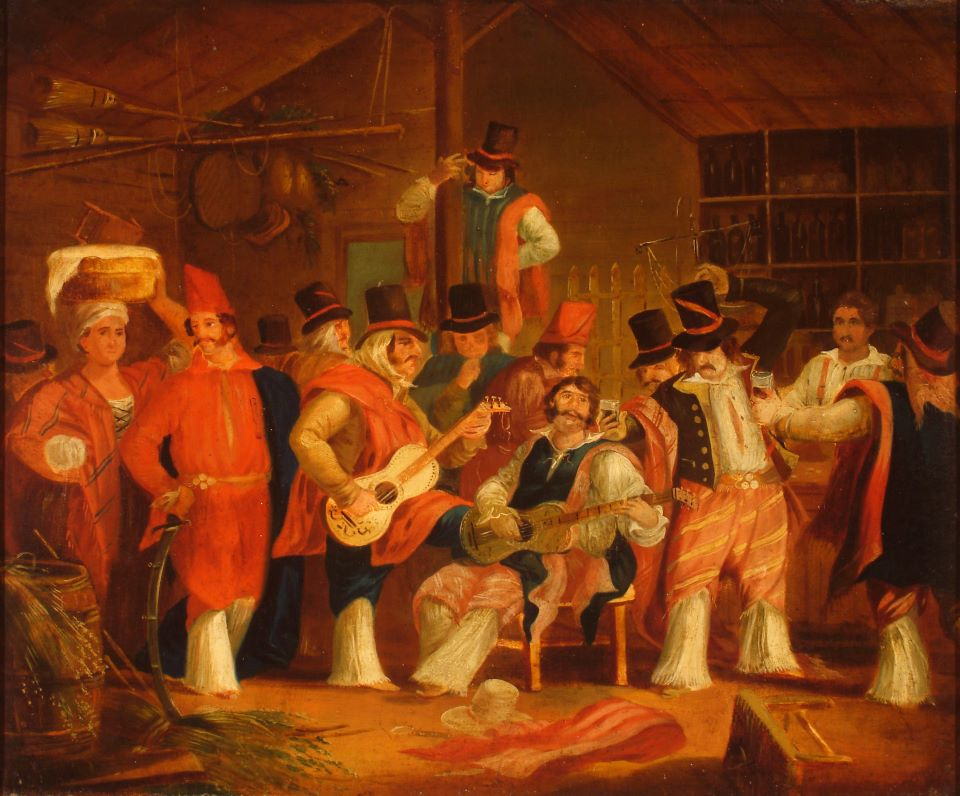
Состязание пайядоров
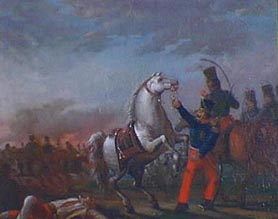
Федеральные кавалеристы (1830)
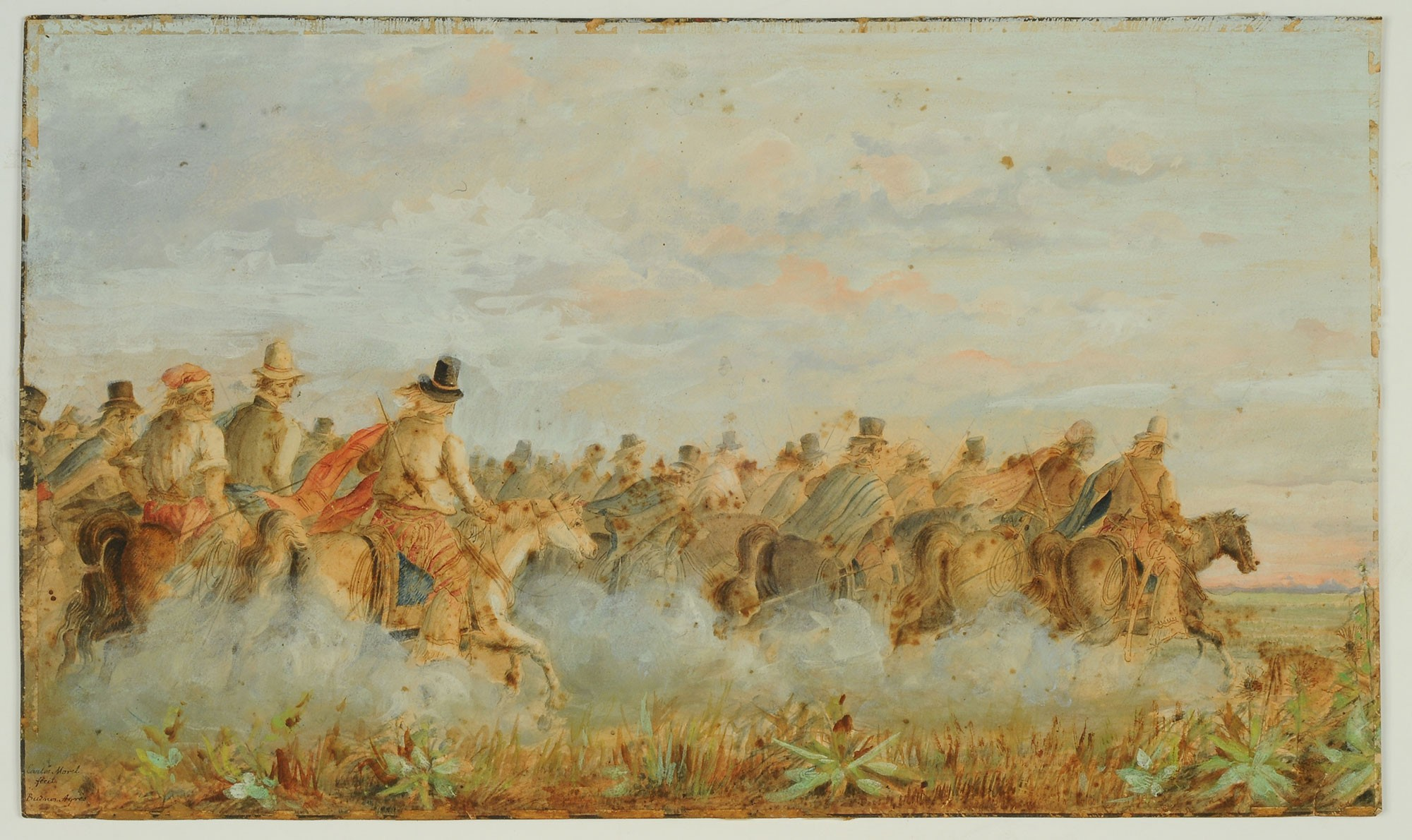
Кавалеристы гаучо
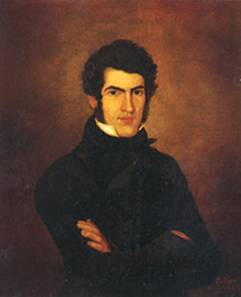
Мужской портрет (1840)
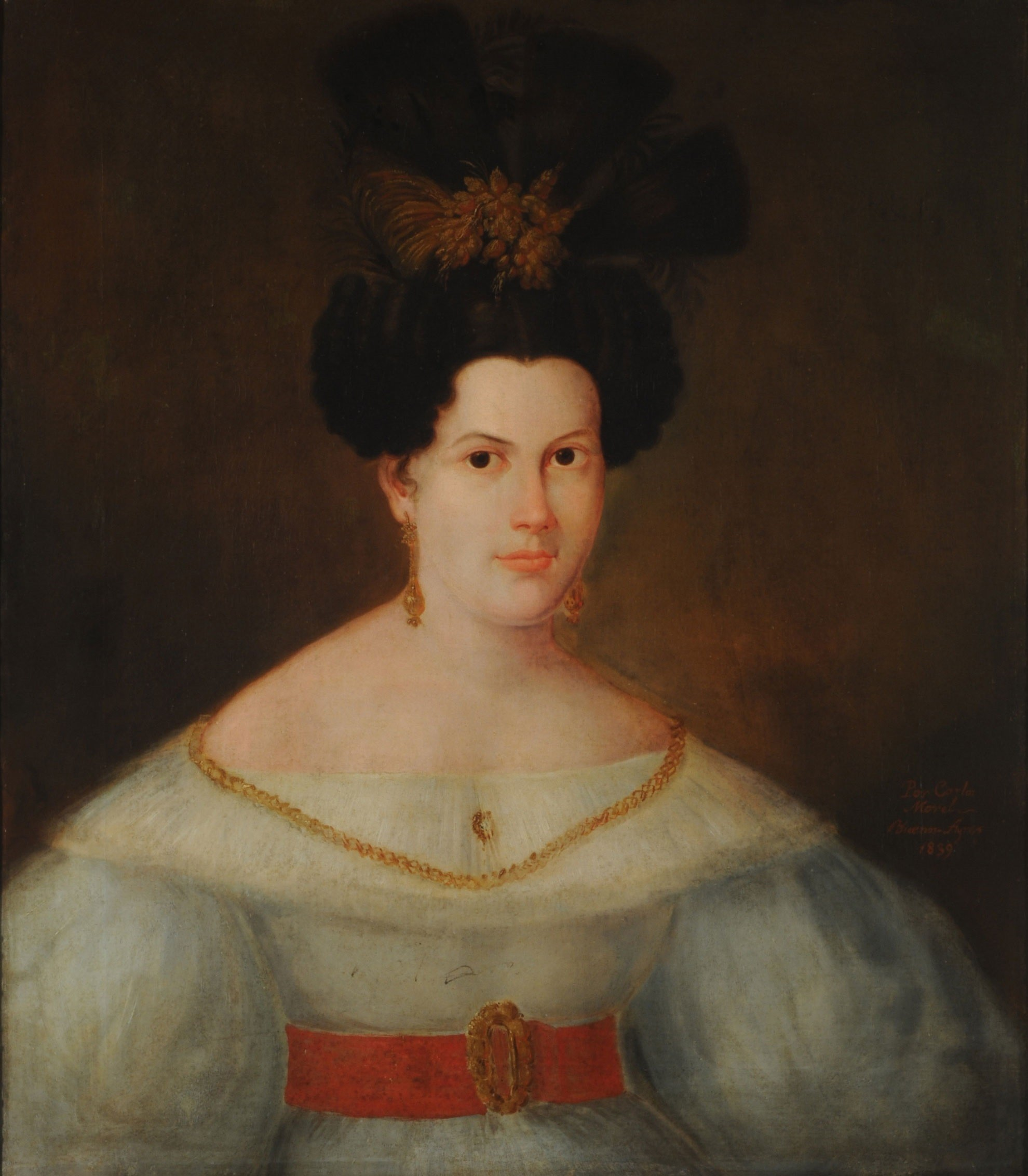
Портрет Македонии Эскардо (1839)
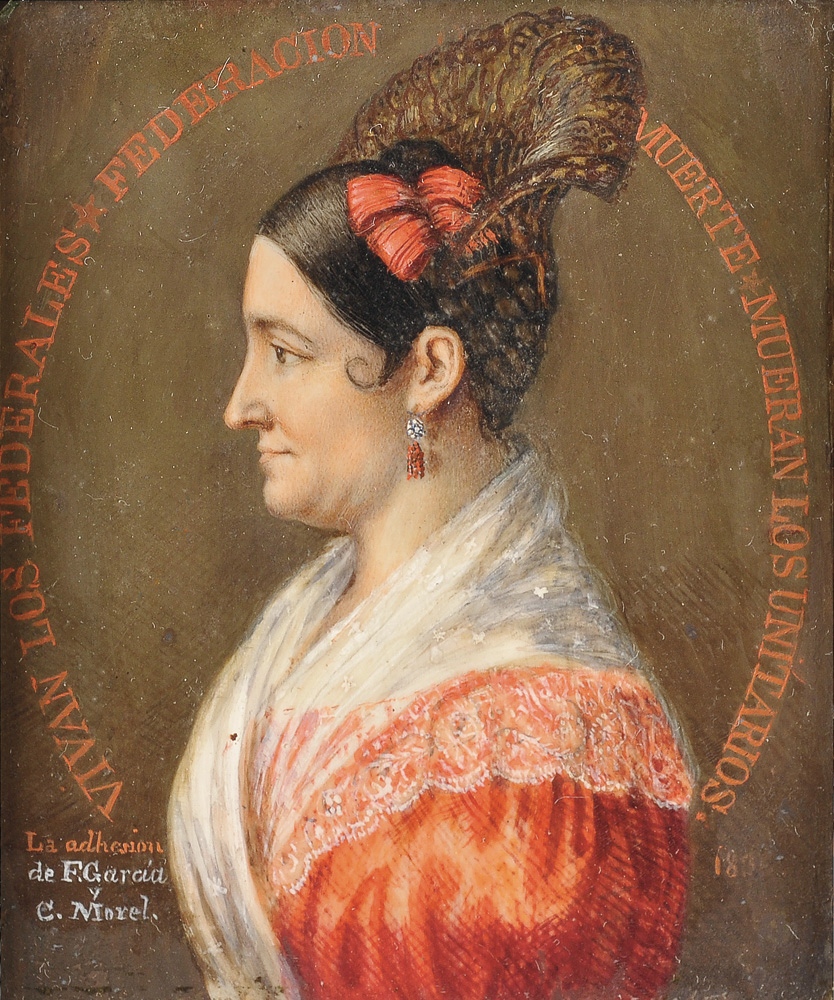
Портрет жены диктатора Хуана Росаса
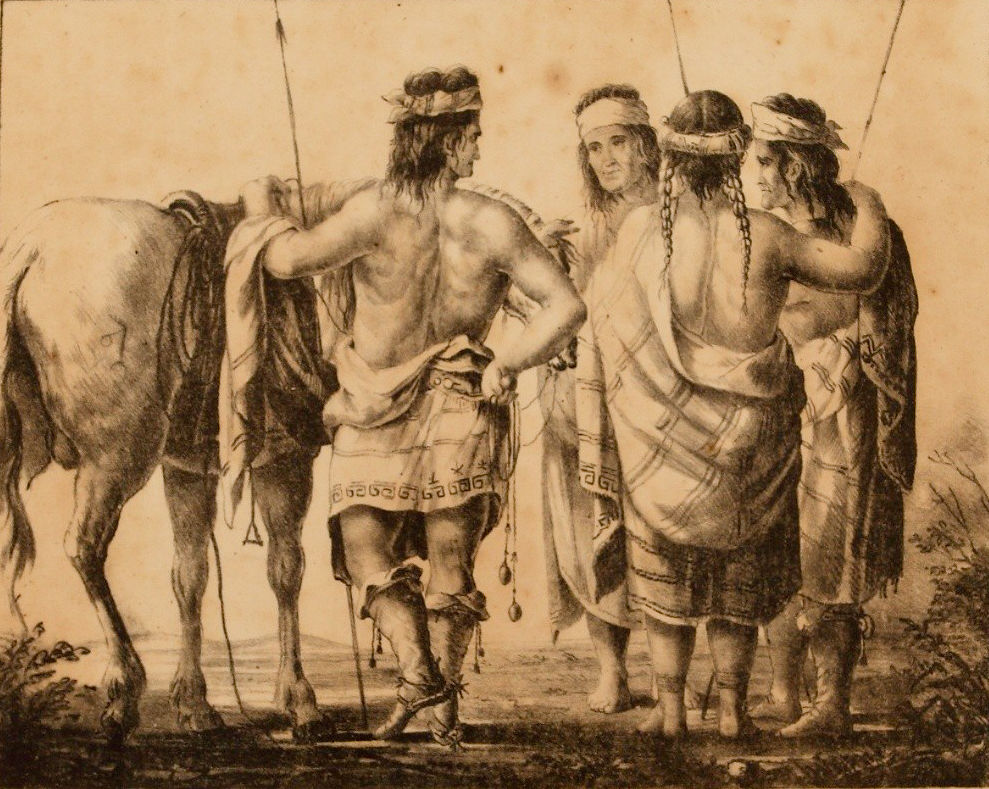
Индейцы пампасов